# I915
L'i915 (conosciuto anche con il nome in codice Grantsdale) è un chipset Intel presentato nel 2004 per supportare i Pentium 4 Prescott su socket 775.
Parallelamente all'i915, Intel presentò anche l'i925 (Alderwood) che offriva prestazioni leggermente superiori grazie ad alcune specifiche tecnologie che miglioravano la latenza di accesso alla memoria RAM e ai bus di sistema.
I 2 chipset furono i successori, rispettivamente, dell'i865 (Springdale) e dell'i875 (Canterwood) presentati nel 2003.

## Caratteristiche tecniche

Schema a blocchi del chipset i915P

L'i915 era prodotto nel package "Ball Grid Array 1257" da 37,5x40 mm e, così come aveva già fatto il suo predecessore i865, introdusse diverse novità in quasi tutti i campi di azione di un chipset.
Innanzitutto cambiava il socket che diventava il nuovo LGA 775 utilizzato da Intel ancora oggi per le sue CPU; per questo motivo le motherboard basate sui chipset della serie 9xx potevano accogliere solo il Pentium 4 con core Prescott, dato che non vennero mai prodotte CPU Pentium 4 Northwood per questo socket. Il bus per il processore invece rimaneva quello quad pumped a 533 MHz oppure a 800 MHz e proprio per il supporto al BUS più lento, a differenza dell'i925, l'i915 poteva accogliere sia i Pentium 4, sia i Celeron D (questi ultimi non supportati dal chipset di fascia alta). Inoltre offriva supporto alla tecnologia Hyper-Threading implementata in tutti i Pentium 4 basati sul nuovo tipo di socket.
Anche il tipo di memoria RAM supportata era cambiato con l'i915; oltre al supporto fino a 4 GB di memoria DDR-400, per la prima volta era possibile utilizzare anche la nuova DDR2 per la quale il chipset i915 offriva supporto dual channel per lo standard DDR2-533.
Lo slot AGP 8x lasciò il posto alla nuova interfaccia di connessione PCI Express x16, che è tuttora la base per le schede grafiche di fascia alta e lasciava libero il supporto per altre 4 linee aggiuntive PCI Express. Il southbridge divenne l'ICH6 che, come il precedente, consentiva ai produttori di schede madri di integrare fino a 8 porte USB 2.0. Rimaneva ancora il controller per 2 canali PATA di tipo UltraATA 100 con supporto RAID, ma veniva integrata anche la modalità "1" oltre alla "0" già presente precedentemente, e la nuova Intel Matrix per creare una configurazione simile ad un RAID "0+1" utilizzando però solo 2 hard disk. Anche il supporto agli hard disk SATA venne potenziato diventando compatibile con 4 porte SATA-150 (l'i865 ne supportava solo 2) e dischi con NCQ, mentre gli slot PCI montati nel sistema potevano essere fino a 6.

Schema a blocchi del chipset i915G (comparto grafico integrato)

Inoltre, lo standard audio integrato divenne l'Intel High Definition Audio, chiamato da Intel con il nome in codice Azalia. La qualità era nettamente migliorata rispetto a quella dello standard AC '97 e, per la prima volta, un sistema audio integrato poteva svolgere le funzioni di un impianto home theater.
Dato che l'interfaccia di connessione era diventata quella PCI Express, Intel decise di offrire il supporto alla scheda di rete (da 100 Mbit/s) attraverso questo protocollo, in luogo dei precedenti PCI e CSA. Quando l'i915 veniva abbinato al southbridge ICH6-W era disponibile un controller di rete wireless integrato chiamato Intel Wireless Connect e in grado di trasformare il sistema in un access point.
Infine, anche la comunicazione tra Northbridge e southbridge venne notevolmente migliorata, infatti la tradizionale interfaccia a 266 MB/s venne sostituita dalla cosiddetta Direct Media Interface da 1 GB/s (nei chipset attuali è di ben 2 GB/s) basata anch'essa sul BUS PCI Express e di conseguenza non era possibile abbinare i precedenti southbridge (ad esempio l'ICH5) ai nuovi northbridge, data l'incompatibilità dei vecchi ICH con lo standard PCI Express.
Il sottosistema grafico integrato in alcune versioni era il nuovo GMA 900, decisamente superiore del precedente Intel Extreme Graphics II integrato nel predecessore dell'i915 (l'i865), con frequenza di 333 MHz, 4 pipeline Pixel Shader 2.0 con precisione a 16 o 32 bit, decodifica hardware MPEG-2 e supporto DirectX 9 (in luogo del supporto DirectX 7 del predecessore). Intel mirava con questo nuovo comparto grafico a fornire una scheda grafica integrata alternativa rispetto alle discrete di fascia bassa. In ogni caso comunque, il supporto DirectX 9 era limitato dato che l'accelerazione hardware riguardava solo i "pixel shader" e non i vertex shader che continuavano a venire elaborati dalla CPU. La memoria a disposizione del comparto grafico era una parte di quella di sistema, e in particolare 32 MB durante l'utilizzo standard e fino a 224 MB in caso di utilizzo in ambito videoludico.
Di seguito viene riportato un confronto tra le caratteristiche del comparto grafico integrato nell'i915 e quelle del predecessore, integrato nell'i865.
| Caratteristiche        | i865G                        | i915G                                   |
| ---------------------- | ---------------------------- | --------------------------------------- |
| Generazione DirectX    | 7.1                          | 9 (parzialmente)                        |
| Generazione OpenGL     | 1.3                          | 1.4                                     |
| Frequenza del core     | 266 MHz/320 MHz              | 333 MHz                                 |
| Pixel Pipelines        | 1                            | 4                                       |
| Pixel Shader           | No                           | 2.0                                     |
| Vertex Shader          | Emulazione (CPU)             | Emulazione (CPU)                        |
| Transform & Lighting   | via Software                 | via Software                            |
| Shadow Map             | No                           | Sì                                      |
| Volumetric Textures    | No                           | Sì                                      |
| Slope Scale Depth Bios | No                           | Sì                                      |
| Two Sided Stencil      | No                           | Sì                                      |
| Texture Fillrate       | 266 MT/s                     | 1300 MT/s                               |
| Memoria Max.           | 64 MB                        | 224 MB                                  |
| Banda Passante         | 6,4 GB/s                     | 8,5 GB/s                                |
| Risoluzione Max.       | QXGA (2048x1536) 60 Hz       | QXGA (2048x1536) 85 Hz                  |
| Uscite Video           | VGA, DVI, Composito, S-Video | VGA, DVI, Composito, Component, S-Video |

Le versioni disponibili erano le seguenti:
- i915P - versione standard
- i915G - supporto del sottosistema grafico
- i915PL - assenza del supporto per la memoria RAM DDR2
- i915GL - supporto del sottosistema grafico e assenza del supporto per la memoria RAM DDR2
- i915GV - supporto del solo sottosistema grafico (assenza dello slot PCI Express 16x per una scheda video discreta)

Era disponibile anche una versione economica rimarchiata i910:
- i910GL - supporto del solo sottosistema grafico e BUS limitato a 533 MHz

## Il successore
L'i915 e il suo alter ego i925 furono rimpiazzati da Intel nel corso del 2005 dall'i945 (Lakeport) e dagli i955, i965 (Broadwater) e i975 (Glenwood). A differenza di quanto avvenuto in passato, questi chipset non apportarono alcuna rivoluzione nelle piattaforme Intel ma si limitarono ad ottimizzare una serie di aspetti e aumentare gradualmente le possibilità di espansione del sistema, offrendo supporto a BUS e memorie RAM più veloci, oltre che a un maggior numero di linee PCI Express e ai primi processori dual core Pentium D.